# Lucanus nyishwini
Lucanus nyishwini là một loài bọ cánh cứng trong họ Lucanidae. Loài này được Nagai mô tả khoa học năm 2000.